# Хронологія історії України (російська експансія)

## Період поширення і ствердження російської влади. XVIII ст
| 1702 — 1704         | Повстання на Правобережжі під проводом Семена Палія, Самійла Самуся, Захара Іскри та Андрія Абазіна. |
| 1703                | Облога поляками Семена Палія у Фастові. |
| 1703 — 1711         | Антигабсбурзьке повстання угорців під проводом трансільванського князя Ференца Ракоці; основний осередок повстання знаходився у Мукачеві. |
| 1703 — 1725         | Десятки тисяч українських селян та козаків були насильно зігнані на будівництво Санкт-Петербурга і Ладозького каналу, близько 25 тисяч загинули від хвороб в тамтешніх болотах. |
| 1704 — 1706         | Похід загонів І.Мазепи (гетьман України у 1687—1709) та московських військ у володіння Речі Посполитої на Правобережну Україну (Біла Церква-Острог-Замостя), під час якого, зокрема, було схоплено і страчено провідника повстання полковника С.Палія, а І.Мазепа отримав згоду московського царя Петра І на долучення до своїх земель Правобережжя. (Річ Посполита у цей час вела Північну війну зі Шведською імперією і не мала можливості дати гідну відсіч Гетьману). |
| 1706                | Березень- травень: Гродненський маневр — В ході Північної війни частини московської армії на чолі з О.Меншиковим здійснили відхід з оточення у Гродно через Берестя до Києва. |
| 1707 — 1709         | Повстання у Московському царстві під проводом К.Булавіна — охопило, зокрема, Східну Слобожанщину і Запорожжя. |
| 1708                | Під час Північної війни шведські війська на чолі з королем Карлом ХІІ окупували Річ Посполиту і вступили на Смоленщину, після чого повернули до України. Московський цар Петро І надавати військову допомогу І.Мазепі відмовився. Донос Генерального судді Кочубея та військового товариша Іскри на І. Мазепу Петру І і їх страта І.Мазепою 28 (30?) жовтня — Гетьман Іван Мазепа з частиною старшини і козаків перейшов на бік ворога Петра І — короля Швеції Карла ХІІ. Наказ Петра І страчувати кожного запорожця. Російський церковний Синод за вказівкою Петра І оголошує анафему гетьману І.Мазепі. 2 листопада — Взяття і знищення військами князя О.Меншикова столиці — Батурина і від 6 до 15 тисяч його мешканців. 6 (11?) листопада — обрання промосковською старшиною нового Гетьмана — Івана Скоропадського (1708—1722). Перенесення гетьманської столиці на московський кордон до Глухова. На чолі козацької армії і полкових округів призначено московських офіцерів. О. Меньшиков отримав землі на Лівобережній Україні, зокрема, Стародубщину. 19 листопада 1708 — 7 січня 1709 — оборона Веприка. 8 грудня: Петро І запровадив у Московському царстві губернський поділ (засновано 8 губерній). Зокрема, утворено Київську губернію (у складі Гетьманщини, а також курських земель) і Азовську — у басейні Дону та Сіверського Дінця.                                                                            |
| 1709                | 1 квітня — 26 червня — облога шведами Полтави. 14 (25) травня — московські війська за підтримку І.Мазепи взяли і зруйнували Запорозьку Січ (Чортомлицьку). Козаки рятуються у пониззі Дніпра — на землях Кримського ханства і споруджують тут Кам'янську Січ біля Кизикермена (1709—1711). 27 (28) червня: Полтавська битва — московська армія Петра І розгромила шведську армію Карла ХІІ. 30 червня: капітуляція шведської армії під Переволочною. Карл ХІІ та його новий союзник І.Мазепа рятуються втечею у межі османських володінь у Молдовського князівства, де І.Мазепа і помирає 21 вересня. Разом з гетьманом емігрувала частина козацької старшини та 4 000 запорожців. Полонені ж козаки були страчені московитами. 7 липня — Решетилівські статті — петиція гетьмана І.Скоропадського з 14 пунктів цареві Петру І з проханням регламентувати московсько-українські відносини. Задовільнені не були. В Україні поставлено на утримання 10 московських полків; козацькі загони спрямовуються у північну частину Московського царства для ведення бойових дій, а також будівництва Санкт-Петербурга і Ладозького каналу. Петро І примусив скоротити число студентів Києво-Могилянської Академії з 2000 до 161, а найкращі просвітники переїхали до Москви. Указ про обов'язковість цензурування до друку українських книжок у Москві 29 липня: ультиматум московського посла султанові про видачу Карла ХІІ і І. Мазепи. |
| 1710                | 5 квітня — обрання у Бендерах гетьманом Пилипа Орлика (1710—1742); проголошення «Пактів й конституцій законів і вольностей війська Запорізького». Травень: Кримський хан Девлєт II Герай уклав союз з Пилипом Орликом. 20 листопада — Османська імперія оголошує війну Московському царству. Початок Російсько-турецької війни 1710—1713 рр. |
| 1711                | Січень — квітень: похід Пилипа Орлика на Правобережну Україну (за підтримки кримських татар і польських загонів Й. Потоцького). 25 березня: невдалий штурм Білої Церкви кримськими татарами та козаками П.Орлика. 30 квітня: за відсутності провідника угорського повстання Ференца Ракоці його воєначальник барон Ш.Карої укладає з австрійською владою мирний договір у Сатмарі. 1 травня — основні сили куруців (12 000) капітулюють біля Сатмара. Весна: московська армія вступає на Правобережну Україну. Початок Прутського походу Петра І. Квітень — Петро І укладає союз з молдавським господарем Д.Кантемиром. Червень: невдалий похід гетьмана І.Скоропадського (20 000) і Бутурліна (7 000) на Крим (Перекоп). 22 червня: здача габсбурзьким військам останньої фортеці угорських повстанців — куруців — Мукачівського замку. 25 червня: армія Петра І (46 000 воїнів і 120 гармат) та загін Д.Кантеміра (5 000 воїнів) підступили до м. Ясси. 8-9 липня: битва і оточення московської армії на чолі з Петром І південніше Ясс на Пруті. 12 липня: Прутська мирна угода: Московське царство повертало Османській імперії Азов, знищувала фортеці Таганрог, Кам'яний затон на Дніпрі та Новобогородицьку на Самарі, визнавала сюзеренітет османів над землями Запорожжя, а також виводила свої війська з території Речі Посполитої (в тому числі з Правобережної України). Фактичне припинення війни 1710—1713 рр.       |
| 1711 — 1728 (1734?) | Олешківська Січ у гирлі Дніпра. |
| 1712                | Скасування полкового устрою на Правобережжі. Перенесення царем Петром І столиці Московського царства з Москви до новозбудованого Санкт-Петербурга на Неві. |
| 1714                | Відновлення панування Речі Посполитої на Правобережжі. Указ Петра І, яким дозволялось українське збіжжя експортувати лише через московські порти (Ригу, Санкт-Петербург, Архангельськ). |
| 1716                | Московський уряд заборонив українцям їздити в Європу по крам |
| 1718                | Пожежею знищено бібліотеку Києво-Печерського монастиря. Москва заборонила вивозити до Європи український тютюн. |
| 1719                | Заборона вивезення українського збіжжя до Європи |
| 1720                | Указ Петра І про заборону друкувати в Малоросії будь-які книги, крім церковних. Заборона вивозити скляні вироби до Європи. |
| 1721                | 30 серпня — Ништадтський мир: закінчення Північної війни Московського царства зі Шведською імперією; Московське царство отримала частину Ліфляндії з Ригою, Естляндію, Іжору, частину Карелії. Наказ про цензурування українських книжок. Накладені штрафи на Київську та Чернігівську друкарні за книжки «не во всем с великороссийскими сходные». Знищення Чернігівської друкарні. Замість Московського патріархату Петро І запроваджує Святійший Синод у складі чиновників і церковних ієрархів. |
| 1722                | 29 квітня — Лівобережна Україна із відомства Колегії закордонних справ була переведена під управління Сенату Російської імперії, що мало на меті подальше обмеження самоврядування в Україні. Заборона привозити в Україну західноєвропейські вироби. З 16 травня — Україна позбавлена права на самоврядування і вільне обрання гетьмана. Перша Малоросійська колегія (1722—1727). Штат складався з 6 російських офіцерів та прокурора. Колегія стягувала побори до імперської казни, розквартировувала в Україні російські війська, контролювала діяльність Генеральної військової канцелярії тощо. Призначення у Київ митрополитом Варлаама Вонятовича (1722—1730). |
| 1722                | Гетьман на Лівобережжі — Павло Полуботок (1722—1723) |
| 1722 — 1794         | Життя Григорія Сковороди |
| 1723                | 29 лютого — у Петропавлівський фортеці у Санкт-Петербурзі загинув гетьман П. Полуботок. 13 грудня: Указ московського царя Петра І про створення в Україні кількох іноземних гусарських полків, першим став Сербський полк Івана Албанеза |
| 1725 — 1727         | Смерть Петра І (08 лютого). Оточення імператора передає владу його дружині. Правління у Петербурзі Катерини І |
| 1727                | В Петербурзі видано іменний імператорський указ «О высылке Жидов из России и наблюдении, дабы они не вывозили с собою золотых и серебряных Российских денег». 1 жовтня — Гетьман на Лівобережжі — миргородський полковник Данило Апостол (1727—1734) Заснування Харківського колегіуму. |
| 1727 — 1730         | правління в Російській імперії Петра ІІ Олексійовича |
| 1730                | Заслання Київського митрополита Варлаама на Північ. |
| 1730 — 1740         | правління Ганни Іоанівни |
| 1731 — 1733         | Спорудження Української оборонної лінії; загалом будівництво, на якому загинули тисячі місцевих селян і козаків, тривало і в 1740-ві. Існувала до 1764 р. |
| 1733 — 1735 (1738)  | Війна за польську спадщину за участі Російської імперії, Королівства Франція, Габсбурзької монархії, Речі Посполитої, Сардинське королівство, Королівства Пруссія, Курфюрства Саксонія. |
| 1734                | Запорожцям повернено статус підданих Російської імперії. (Лубенський договір)Заснування Нової (Підпільнянської) Січі (1734—1775). Скасування гетьманства і створення «Правління гетьманського уряду»: 3 російських чиновника і 3 представника старшини під головуванням князя Шаховського (незабаром — Баратинського). |
| 1735                | Початок російсько-турецької війни 1735—1739 рр. Вторгнення російської армії (20 000) на чолі з Леонтьєвим у напрямку Криму, напади на ногайців і повернення в Україну. Втрати українців під час війни становили 35 000 осіб (при населенні Гетьманщини 1,2 млн осіб), витрати на утримання 50-75 російських полків — 1,5 млн карбованців (10 річних бюджетів). |
| 1736                | Гайдамацьке повстання на Правобережжі (1736—1740). Похід Х.Мініха з Ізюму на Азов і з Царичанки на Крим. Березень-червень — облога російськими військами османської фортеці Азов на Дону 1 червня — здобуття росіянами на чолі з Б.Мініхом Перекопу; похід на Бахчисарай (25 червня) ; 20 червня — здобуття росіянами Азову. 2 липня — здобуття Кінбурна; відступ на Самару. 12 липня — битва між російською імператорською армією під командуванням генерал-фельдмаршала П. П. Лассі (40 тис.) і загоном військ кримського хана Фатіх-Гірея (15 тис.). Хан з основними силами (45 тис.) чекав російське військо на добре укріпленої позиції біля Перекопу. Однак Лассі обійшов перекопські укріплення по Арабатській стрілці. Він завдав загону кримських татар поразки біля річки Салгир і рушив до столиці ханства — Бахчисарая Імператорський Указ про прикріплення робітників до фабрик і заводів. |
| 1737                | Квітень — 70-тисячна російська імператорська армія Х.Мініха рушила на Очаків. 2 липня — здобуття росіянами під командуванням Х.Мініха Очаківа. 40-тисячна армія П.Лассі через Сиваш вдерлась у східний Крим і здобула 15 серпня Карасу-Базар, після чого відступила через Перекоп. 16 серпня — 11 листопада — безрезультатний Немирівський конгрес — мирні переговори між Російською імперією і Габсбурзькою монархією, з одного боку, і Османською імперією — з іншого; проходив у Немирові на Поділлі. |
| 1738                | Заснування Переяславського колегіуму і Глухівської співочої школи. Травень-серпень — невдалий Дністровський похід 50-тисячної російської імператорської армії Б.Мініха на Бендери. Літо — похід П.Лассі в Північний Крим |
| 1738 — 1745         | Дії опришків у Покутті під проводом О.Довбуша. |
| 1739                | Російські війська залишили Кінбурн і Очаків. 27 серпня: перемога російських військ на чолі з Б. Мініхом над османами при Ставучанах, здобуття Ясс і Хотина. Белградський мир (закінчення війни Османської імперії з Російською імперією і Австрійською монархією), за яким Росія отримала Азов (але без укріплень) і контроль над Запорожжям. |
| 1741                | Початок правління Єлизавети Петрівни (1741—1761) |
| 1742                | 2 грудня — Видано іменний імператорський указ «О высылке как из Великороссийских, так и из Малороссийских городов, сел и деревень, всех Жидов» |
| 1744                | Запровадження «Прав, за якими судиться малоросійський народ». Візит імператриці Єлизавети до Києва; прохання старшини про вибори нового гетьмана. |
| 1745                | Серпень — загибель О.Довбуша. |
| 1747                | Російський уряд розмежував землі запорозьких і донських козаків, закріпивши за останніми території на схід від Кальміусу. |
| 1747 — 1753         | Спорудження Андріївської церкви у Києві. |
| 1749                | Випуск першої газети в Україні — «Кур'єр Львівський» (польською мовою). |
| 1750                | Тимчасове поновлення гетьманства. Гетьман Лівобережжя і Запорожжя — 22-річний Кирило Розумовський (1750—1764), брат фаворита імператриці Олексія; російські чиновники залишають Україну, спостереження за якою передається з ведення Сенату у відання Колегії іноземних справ. Гайдамацьке повстання на Правобережжі. |
| 1751                | Травень — імператорський уряд виділив частину запорозьких земель між Синюхою і Дніпром сербам на чолі з полковником Й.Хорватом. Нова Сербія (1752—1764) |
| 1752                | Утворення Слов'яносербії на Сіверському Донці і Бахмуті (1752—1764) |
| 1754                | Утворення Новослобідського полку на південь від Нової Сербії. Існував у 1754—1759 і у 1761—1764 рр. Бюджет Гетьманщини поставлено під контроль Санкт-Петербурга, митні кордони з Російською імперією скасовано. Указ про дозвіл торгівлі зерном між Росією і Україною |
| 1754 — 1757         | Будівництво фортеці Святої Єлизавети. Заснування Олександрії. |
| 1755                | Скасування Росією мита на ввезення товарів в Україну. В Україні також скасовані численні внутрішні збори |
| 1756 — 1763         | Семирічна війна за участю козацьких полків. |
| 1757                | Зміни в рекрутському наборі: обмежений раніше десятьма російськими губерніями, він поширений відтепер на Україну і на балтійські провінції. |
| 1761                | Проект Сенату по Україні, в якому передбачалося відділення Києва від провінції і перетворення його в центр особливого округу, підпорядкованого безпосередньо Сенату. |
| 1762                | Січень — імператор Петро ІІІ знижує податок на сіль і скасовує мита, скасовує Таємну канцелярію і скасовує тортури. Липень — В результаті палацового перевороту у Петербурзі імператор Петро ІІІ (1761—1762) вимушений відректися від престолу, після чого був убитий гвардійцями, а російською імператрицею під іменем Катерина ІІ (1762—1796) стає німецька принцеса. |
| 1763                | Гетьман К.Розумовський розділив Гетьманщину на 20 повітів. |
| 1764                | 22 березня — утворення Новоросійської губернії (початково — на землях Нової Сербії і Слов'яносербії) Польським королем обрано проросійського кандидата — Станіслава Понятовського (1764—1795) 10 (17?) листопада — остаточна ліквідація гетьманства; утворення 2-ї Малоросійської колегії (1764—1786 рр.) Кріпосне право поширюється на Україну. |
| 1765                | Ліквідація слобідських козацьких полків, утворення тут Слобідсько-Українська губернія з центром у Харкові. |
| 1768                | Сувора зима на Україні призвела до масової загибелі скоту та голоду «Барська конфедерація» 1768—1769 рр. — рух проти проросійського короля Речі Посполитої. Кровопролитні зіткнення конфедератів з російськими гарнізонами. Коліївщина — антипольське повстання на Правобережжі під проводом М.Залізняка та І.Ґонти. Придушені Річчю Посполитою за допомогою російських військ. Повстання на Запорожжі. Напад гайдамаків на прикордонну Балту і спалення містечка. Татарський набіг на Україну |
| 1768 — 1774         | Російсько—турецька війна. Російські війська беруть фортецю Хотин і відкривають собі шлях до Молдови |
| 1769                | Червень — невдалий похід російських військ на чолі з генералом Бергом на Крим. Походи Кирим Ґерая на Запорозькі землі — останні походи кримських татар на Україну. 9 вересня — Російські загони зайняли Хотин; 26 вересня — Ясси, а у листопаді — Бухарест. Створення Нововербованого козацького полку з населення Правобережної України. |
| 1769 — 1770         | Повстання Дніпровського і Донецького пікінерних полків на Приоріллі. |
| 1769 — 1771         | Заснування астрономічної обсерваторії у Львові. |
| 1770                | Російсько-турецька війна: перемоги при Чесме (26 червня), на Ларзі (7 липня), облога (липень-серпень) і взяття османської фортеці Бендери в Молдові 2-ю російською армією під командуванням графа П. І. Паніна (33 тис. осіб). при Кагулі (21 липня); російські війська окупували Молдовське князівство, Валахію, Буджак і Єдісан. Неврожай та голод. Чума в околицях Києва. |
| 1770 — 1771         | Спорудження Дніпровської укріпленої лінії (від Олександрівська вздовж Кримського кордону до Петрівської фортеці). Заснування Олександрівська (нині м. Запоріжжя). |
| 1771                | Морова язва на Запорожжі Російсько-турецька війна: Похід Долгорукова на Кримське ханство: здобуто Перекоп (червень), Ґезлев, Кафу. Перша окупація Криму Росією. Кримське ханство визнавалось незалежним, але під протекторатом Російської імперії. У Криму залишились російські гарнізони. |
| 1772                | Весна — Повінь на Запорожжі Літо — чума на Запорожжі 1-й розділ Речі Посполитої: Королівство Пруссія отримало землі у пониззі Вісли, Російська імперія — східну Білорусь, Австрійська монархія — Галичину. Знищення Барської конфедерації. |
| 1773                | Російсько-турецька війна: бойові дії йшли, в основному, на Нижньому Дунаї. 4 липня: Балаклавський бій — морський бій поблизу Балаклави між двома російськими кораблями і османською ескадрою. |
| 1773 — 1775         | Повстання О. Пугачова у Російській імперії. |
| 1774                | 10 липня — завершення російсько-турецької війни 1768—1774 рр.: Кючук-Кайнарджійський мирний договір — Російська імперія отримала Кабарду, Азов, Керч і Єнікале, Кінбурн і землі між Дніпром і Південним Бугом, а також низку переваг. |
| 1775                | 7 травня: австро-османська угода, за якою до Австрійської імперії перейшла Буковина. 4 червня — 100-тисячна російська армія на чолі з генерал-поручиком Петром Текелі при поверненні з Балкан захопила і знищила Запорізьку Січ (Більшість козаків ще не повернулись з війни). Кошового отамана Петра Калнишевського (1765—1775) з частиною старшини заслано на Соловки, де останній кошовий і помер 1803 р. Частина запорожців осіла в дельті Дунаю під захистом Османської імперії, де була створена Задунайська Січ 18 листопада — Губерська реформа. Перебудова органів влади, управління і суду. Розподіл Російської імперії на 51 губернію Ліквідація Полтавського полку. |
| 1776                | Затверджено план побудови в Азовській губернії у пониззі Самари Катеринослава-І. Листопад — введення російських військ (кн. Прозоровський) до Кримського ханства з метою затвердження на троні проросійського хана Шахін Ґерая. |
| 1776 — 1785         | Задунайська Січ навколо Вилкового на Дунаї. |
| 1778                | Літо — примусове переселення кримських християн у Північне Приазов'я, яке відбулося за ініціативи П.Румянцева-Задунайського і Катерини II і за участю О. Суворова. Зокрема, з Криму були виселені 18 395 греків і 12 598 вірмен. 18 червня — заснування Херсона |
| 1778                | Заснування греками Маріуполя (на місці козацького поселення Домаха). Заснування Чорноморського російського флоту. |
| 1780                | Заснування Павлограда |
| 1781                | Ліквідація автономного устрою Лівобережної України. Григорій Потьомкін будує в Херсоні фортецю, казарми і верф |
| 1782                | Заснування Нікополя. |
| 1783                | 8 квітня — Ліквідація Кримського ханства і долучення його земель у Криму, Приазов'ї і на Кубані до Російської імперії. Григорій Потьомкін отримує титул ясновельможного князя Таврійського. Заснування порту у Ахтіярській бухті 3 травня: Указ Катерини ІІ про закріпачення селян Лівобережної і Слобідської України. В рамках реформи адміністративно-територіального поділу в Російській імперії — ліквідація полкового устрою в Україні (Стародубський, Чернігівський, Ніжинський, Козелецький, Прилуцький, Переяславський, Лубенський, Миргородський, Гадяцький полки). В Україні засновано 5 намісництв: Новгород-Сіверське, Чернігівське, Київське, Харківське, Катеринославське. |
| 1784                | Заснування російських колоній в Криму: Сімферополя (кримськотатарська Ак-Мечеть), Євпаторії (кримськотатарський Ґезлєв), Севастополя (Ахтіяр). Створення першого в Україні університету — Львівського (на базі єзуїтського). |
| 1785                | «Жалувана грамота дворянству» Катерини II: зрівняння української козацької старшини у правах з російським дворянством |
| 1785 — 1805         | Розташування Задунайської Січі у Банаті. |
| 1785 — 1817         | Бузьке козацьке військо |
| 1786                | Червень — Зустріч у Каневі Катерини II з польським королем Станіславом Понятовським, якому не вдається домогтися пом'якшення російської позиції щодо Речі Посполитої, де триває патріотичне піднесення. Секуляризація російською владою церковних і монастирських земель в Україні |
| 1787                | Лютий-липень — Подорож Катерини II разом з австрійським імператором до Криму. 9 травня — закладка імператрицею Преображенського собору і міста Катеринослав-II (на новому місці — на Дніпрі). 13 серпня — початок російсько-турецької війни 1787—1791 років. Намагання османів оволодіти Кінбурном, відбиті загоном О. В. Суворова. |
| 1787 — 1792         | Існування між Бузьким та Дністровським лиманами Чорноморського козацького війська. (Після закінчення війни 1792 р. чорноморці переселені на Кубань) |
| 1787 — 1796         | Існування між Південним Бугом і Інгулом Катеринославського козацького війська. |
| 1788                | 24 травня — початок походу російської армії на Очаків. Бойові дії в Молдовському князівстві. 18 серпня — взяття російсько-австрійськими військами Хотина 6 (17) грудня — штурм О. В. Суворовим Очакова і оволодіння ним; знищення османського гарнізону. |
| 1789                | Російсько-турецька війна: османи зазнали низку поразок у Молдавії (під Фокшанами, на Римнику 22 вересня тощо) і 3 листопада здали Бендери. Австрійці оволоділи Белградом і Бухарестом. Листопад — початок облоги росіянами Ізмаїла Заснування Миколаєва. |
| 1790                | Російсько-турецька війна: османський флот зазнав поразки на Чорному морі — біля Керчі (19 липня) і біля Тендри; російські війська оволоділи пониззям Дунаю. 11 грудня — О.Суворов захопив Ізмаїл. |
| 1791                | Російсько-турецька війна: російські війська просунулись до Галаца, а також оволоділи Анапою. 29 грудня — Ясський мир: Османська імперія остаточно відмовилась від претензій на Крим і Кубань, а також поступилася Російські імперії Очаковим і землями між Південним Бугом і Дністром. |
| 1792                | Переселення козаків Чорноморського козацького війська на Кубань. Спорудження Кубанської укріпленої лінії по правому берегу Кубані. Заснування Тирасполя. 18 травня — російські війська входять до Речі Посполитої. |
| 1793                | 23 січня — Другий поділ Речі Посполитої: Королівство Пруссія отримало Познань, а Російська імперія — Правобережну Україну із Східною Волинню і Білорусь |
| 1793 — 1797         | Створення дендропарку «Олександрія» у Білій Церкві. |
| 1794                | Березень — грудень: повстання у Польщі під проводом Т.Косцюшко проти російських окупантів— зокрема, охопило центральну Польщу, Підляшшя, Берестейщину, Холмщину. 24 березня — в районі населеного пункту Рацлавиці польські повстанці розбили російський загін. 20 жовтня — біля Берестя відбулося зіткнення між російським загоном під командуванням генерала А. В. Суворова (8 тис.) і польським корпусом під командуванням генерала Сераковського (13 тис.). Поляки, не чекаючи бою, відійшли на другий, більш захищену позицію. 4 листопада — російські війська під командуванням О.Суворова захопили Варшаву; придушення польського повстання. Біля Хаджибея засновано Одесу та Овідіополь. |
| 1795                | 26 жовтня: Третій поділ Речі Посполитої: Королівство Пруссія отримало Мазовію і Варшаву, Австрійська монархія — Холмщину і західну Галіцію, Російська імперія — Литву, західну Білорусь з Берестям і Західну Волинь. |
| 1796                | Спорудження першої кам'яновугільної копальні у Донбасі (Лисичанськ) |
| 1796 — 1801         | Створення дендропарку «Софіївка» в Умані. |
| 1796 — 1801         | правління у Російській імперії Павла І |
| 1797                | Переведення контрактової ярмарки з Дубна до Києва |
| 1798                | Видання першого витвору нової української літератури — «Енеїди» І. П. Котляревського. |
| 1800                | Задуто першу в Україні велику доменну піч на Луганському чавуноливарному заводі. |

## XIX століття
| 1801        | 23-24 березня — заколот і вбивство імператора Павла І, влада у Російські імперії переходить до його сина Олександра І |
| 1804        | Відкриття першої в Україні гімназії (у Новгород-Сіверському). |
| 1804 — 1805 | Будівництво у Києві першого міського театру. 21 грудня — Закон «О устройстве Евреев»: їм надана свобода віросповідання, але встановлена смуга осілості в західних областях імперії. |
| 1805        | Заснування російського Харківського університету Відкриття ліцею у Кременці Війна Російської і Австрійської імперій з Наполеоном |
| 1805 — 1813 | Задунайська Січ дислокується у Сейменах на Нижньому Дунаї. |
| 1806        | У відповідь на зміщення правителів у Молдові та Валахії Росія ввела до Дунайських князівств війська. Початок російсько-турецької війни 1806—1812 років. Без бою здалися османські гарнізони у Хотині, Бендерах, Аккермані, Кілії. Османи тимчасово захопили Бухарест, а серби — Белград. |
| 1807        | Листопад — повстання ратників міліції у Києві, Балті, Дубоссарах. |
| 1807 — 1809 | Російсько-турецька війна: перемир'я, за яким сторони виводили війська з Дунайських князівств |
| 1808        | Створення театру у Полтаві Поновлення Галицької митрополії. |
| 1809        | 12 березня — поновлення російсько-турецької війни. Квітень — безрезультатна облога і штурм Браїлова російськими військами на чолі з М.Кутузовим Відкриття гімназії у Києві; відкриття оперного театру в Одесі. 14 жовтня — Віденський договір: більша частина Галичини від Австрії перейшла до Великого герцогства Варшавського, а Тарнопільський округ — до Росії. |
| 1809 — 1852 | Роки життя М. В. Гоголя |
| 1812        | 16 травня — Закінчення російсько-турецької війни 1806—1812 рр. — Бухарестський мирний договір, за яким Росія отримала Бессарабію (східну Молдавію) і Буджак; Дунайські князівства повертались Османській імперії на правах автономій; Сербія отримала внутрішню автономію; Османська імперія визнавала російські володіння у Закавказзі, але утримувала за собою Анапу. 24 червня — Нашестя армій Наполеона на Росію. 7 вересня — Бородінська битва; 14 вересня — загони французької армії увійшли до Москви. 19 жовтня — Наполеон починає відступ з Москви Вихід першої у Східній Україні газети «Харьковский еженедельник» |
| 1813 — 1828 | Задунайська Січ розташована у дельті Дунаю (Катирлез — Дунаваць) |
| 1814 — 1861 | Життя Т. Г.Шевченка |
| 1815        | 9 червня — за рішенням Віденського конгресу більша частина Герцогства Варшавського приєднана до Росії під назвою Царства Польського (Галичина відійшла до Австрії, герцогство Познанське і Краківська республіка — до Пруссії). |
| 1817        | Повстання бузьких козаків у Вознесенську Заснування Рішельєвського ліцею в Одесі. |
| 1819        | 27 червня: повстання військових поселенців у Чугуєві. |
| 1820        | Відкриття у Ніжині гімназії вищих наук |
| 1820 — 1824 | Перебування О. С. Пушкіна у засланні у Південній Україні (Катеринослав, Крим, Одеса), Кавказі і Кишиневі. Крім безлічі ліричних віршів, Пушкін створює в цей час так звані «південні поеми» — «Кавказький бранець», «Брати розбійники», «Бахчисарайський фонтан», «Цигани». |
| 1821        | Березень: створення П.Пестелем Південного товариства декабристів в Україні. |
| 1822        | Січень — Перший з'їзд керівників декабристського Південного товариства в Києві. Доповідь [Павло Пестель\|П. Пестеля]] і його проект конституції. 15 березня — затвердження Олександром І положення щодо заслання кріпаків за «дурні вчинки» до Сибіру на поселення Видання 4-томної «Історії Малої Росії» Бантиш-Каменського. |
| 1823        | Січень — Другий з'їзд керівників Південного товариства висловлюється за прийняття основ конституції П. Пестеля, званої «Руська правда» — найбільш радикального з декабристських програмних документів. Виникнення «Товариства об'єднаних слов'ян» на Волині. Прийнята федералістична програма. У 1825 році воно злилося з Південним товариством. |
| 1824        | Прийнято Постанову про створення гільдій, яка різко обмежувала промислову і торговельну діяльність селян і простих міщан. |
| 1825        | 1 грудня — у Таганрозі помер російський імператор Олександр І. 12 грудня — імператором стає Микола І (1825—1855) 26 грудня — Змовники Північного товариства декабристів зробили спробу повстання, яке було придушене 29 грудня — 3 січня 1826: повстання Чернігівського полку під керівництвом С.Муравйова-Апостола |
| 1825 — 1855 | Правління Миколи І. |
| 1826        | Селянські заворушення в Уманському повіті під проводом О.Семенова. 15 липня — у Російській імперії створено III відділення під керівництвом О. Бенкендорфа (політична поліція і корпус жандармів). |
| 1827        | Підписання російсько-турецької конвенції в Акермані: вільне проходження торгових суден через протоки Босфор і Дарданелли, надання автономії Сербії, Молдавії та Валахії. У наступному році Османська імперія відмовилась від виконання умов конвенції, що призвело до початку чергової російсько-турецької війни. |
| 1828        | 14 (26) квітня — Російська імперія оголошує війну Османській імперії: початок російсько-турецької війни 1828—1829 рр. Окупація російськими військами Дунайських князівств; здобуття Шумли і Варни у Болгарії, низки фортець у східній Анатолії. Перехід козаків Задунайської Січі на російській бік. Серпень — Введення обов'язкової військової служби для євреїв (з можливістю набору в рекрути з 12 років) |
| 1829        | Літо — взяття російськими військами Ерзурума, Силістрії, Адріанополя. 2 (14) вересня — укладено Адріанопольський мирний договір: Росія одержала острови в дельті Дунаю, східний берег Чорного моря від гирла Кубані до Аджарії та фортеці Ахалкалакі та Ахалцих з прилеглими областями, а також низку привілеїв. Османська імперія визнавала приєднання до Російської імперії деяких територій в Закавказзі, зобов'язувалася надати автономію Сербії, Молдавії і Валахії, визнати широку автономію Греції. Микола Гоголь опублікував свій перший твір — поему «Ганс Кюхельгартен». |
| 1830 — 1831 | Польське повстання — торкнулося, зокрема, Волині і Галичини. Повстання у Севастополі |
| 1831        | Імператорські реформи у західних губерніях: зачинено, зокрема, польські школи, польський Кременецький ліцей |
| 1834        | Відкриття Київського університету |
| 1835        | Київ останнім з міст позбавлено Магдебурзького права 13 квітня — петербурзький Сенат прийняв височайше затвердження Положення про Євреїв: встановлено новий статус євреїв, переглянута смуга осілості в 15 західних і південних губерніях. |
| 1836        | Створення М. В. Гоголем «Ревізора» |
| 1837 — 1852 | Дмитрій Бібіков — київський генерал-губернатор (Правобережна Україна). |
| 1839        | Початок діяльності Одеського товариства історії і старожитностей. |
| 1840        | Перше видання «Кобзаря» у Петербурзі Скасовано дію Литовського статуту на Правобережжі. 30 липня — Указ про заборону згадки назв «Литва» і «Білорусія» в офіційних документах Росії. |
| 1842        | Виходять друком «Мертві душі» Миколи Гоголя |
| 1843 — 1844 | Селянські заворушення на Буковині під проводом Л.Кобилиці. |
| 1844        | Заснування технічної академії у Львові 19 грудня — російським Сенатом прийнято Положення про підпорядкування Євреїв у містах і повітах загальному управлінню |
| 1845        | Заснування обсерваторії Київського університету |
| 1845 — 1847 | Діяльність Кирило-Мефодіївського братства в Києві. До братства входять історик Микола Костомаров і поет Тарас Шевченко), що виступає за скасування кріпацтва і створення слов'янської федерації, куди увійшла б і Україна. Члени товариства заарештовані в 1847 році. |
| 1846        | Селянське антипольське повстання у Галичині Опублікування «Історії русів» |
| 1848 — 1849 | Революції у Австрії та Угорщині. Відміна кріпацтва у Австро-Угорщині. Вихід у Львові першої української газети «Зоря галицька». 1-3 листопада — повстання у Львові. Селянські заворушення на Буковині під проводом Л.Кобилиці. |
| 1849        | 4 березня: Буковину проголошено коронним краєм Габсбурзької імперії — герцогством Буковина |
| 1853        | 4 жовтня — початок Кримської (Східної) війни 1853—1856 рр. Приводом стало введення російських військ до Дунайських князівств 3 липня. З залишків задунайських козаків Михайло Чайковський створив загони у складі османської армії. |
| 1854        | Лютий: козацькі загони М.Чайковського (Садик-паші) увійшли до Бухаресту, де він став губернатором. 27-28 березня — Велика Британія та Франція вступили в війну проти Росії на боці Османської імперії липень-серпень — російські війська відходять з Дунайських князівств 14 вересня — початок висадки британо-французьких військ у Євпаторії 20 вересня — росіяни розбиті на Альмі в Криму 26 (14) вересня — початок героїчної оборони Севастополя. |
| 1855        | 2 березня — смерть імператора Миколи І. Імператором стає Олександр ІІ (1855—1881) 27 серпня — російські війська залишають Севастополь |
| 1856        | 18 березня — закінчення Кримської війни: Паризький мир, за яким Російська імперія повертала Османській імперії Карс, а Молдові передавала гирло Дунаю з прилеглою частиною Буджаку. Також Росія відмовлялась від протекторату над Валахією, Молдовою і Сербією. |
| 1861        | 19 лютого — маніфест імператора Олександра II про відміну кріпацтва. 4 листопада: відкриття першої в Україні залізниці — ділянка Перемишль — Львів і Львівського вокзалу. |
| 1863        | Постановка першої української опери «Запорожець за Дунаєм» С. С. Гулака-Артемовського Циркуляр міністра внутрішніх справ П.Валуєва про заборону друкування книг українською мовою. 2 грудня: у Херсоні заснували перший у Російський імперії Земський банк взаємного кредиту. |
| 1863 — 1864 | Польське повстання 1863—1864 рр. — одночасний напад на всі російські гарнізони, створення Тимчасового національного уряду, проголошення національної незалежності Польщі, втеча великого князя Костянтина Миколайовича з Варшави Повстання поширюється на Литву, частину Білорусії і Правобережну Україну, але сили повстанців явно недостатні, ослаблені розбіжностями між «червоними» та «білими» і позбавлені підтримки селян. |
| 1864        | 2 грудня: Земська і судова реформи — рівність усіх перед законом, незалежність і незмінність суддів, введення суду присяжних для кримінальних злочинів тощо. |
| 1865        | Будівництво залізниці Одеса-Балта і Роздільна — Кучурган Ліцей Рішельє в Одесі перетворений в Новоросійський (з 1933 р — Одеський) університет. |
| 1866        | Відкриття залізниці Львів — Чернівці. У Києві відкрито публічну бібліотеку (тепер — Національна бібліотека України імені Ярослава Мудрого) |
| 1866 — 1870 | Будівництво залізниці Київ — Балта |
| 1867        | Заснування оперного театру у Києві. |
| 1868        | Відкриття залізниці Київ — Курськ 8 грудня: у Львові засновано товариство «Просвіта» |
| 1869        | 12 липня: Відкриття ділянки залізниці Львів — Броди (до кордону з Російською імперією) Пуск залізниці Ростов — Горлівка 23 грудня: відкриття ділянок залізниці Курськ — Харків — Ростов. |
| 1870        | Відкриття ділянки залізниці Золочів — Тернопіль. Відкриття залізничного мосту у Києві. |
| 1870–1871   | Будівництво залізниць Полтава — Кременчук і Харків — Полтава. |
| 1871        | Відкриття залізниці Тернопіль — Підволочиськ |
| 1871 — 1876 | Будівництво залізниці Волочиськ — Жмеринка. |
| 1872        | Введення в дію металургійного заводу «Новоросійського товариства» у Юзівці. Відкриття залізничного мосту у Кременчуці і залізниці на Одесу. |
| 1873        | 15 листопада: Відкриття залізниці Лозова — Олександрівськ з гілкою на Нижньодніпровськ. |
| 1874        | 13 січня — Військова реформа Д. Мілютіна: заміна рекрутського набору загальною військовою повинністю, термін служби в армії скорочено з 25 до 6 років, новобранці відбираються за жеребом, термін служби залежить від отриманої освіти. У Таганрозі збирається 1 з'їзд гірських промисловців півдня імперії. Відкриття оперного театру у Харкові. Примусове приєднання до православної церкви останніх уніатів в Польщі (Холмська обл). Відкриття залізниць Гомель — Бахмач, Бахмач — Ромни, Мелітополь — Сімферополь (14 жовтня) |
| 1875        | Є. Заславський (дворянин за походженням) засновує в Одесі «Південноросійський союз робітників» — першу оформлену робочу організацію. 13 жовтня — Відкриття Чернівецького університету. |
| 1876        | 16 травня — Емський акт імперського уряду, спрямований на утиск української культури і мови; заборонено використання української мови в будь-яких публікаціях, крім історичних і філологічних. |
| 1877        | 24 квітня — Російська імперія оголосила війну Османській імперії. Російсько-турецька війна (1877—1878) (на Балканах і у Східній Анатолії) |
| 1878        | 19 лютого (3 березня) — закінчення російсько-турецької війни: Сан-Стефанський мир, за яким Сербське князівство, Князівство Чорногорія і Румунія отримували повну незалежність, а Боснія і Герцеговина та Болгарське князівство — автономію; Російська імперія приєднувала Карс, Батум і південну Бессарабію. Відкрито залізниці Попасна — Слов'янськ, Дебальцеве — Луганськ і Мерефа — Суми — Ворожба. |
| 1881        | 13 березня — у Петербурзі народоволець І.Гріневіцький вибухом бомби вбиває імператора Олександра II і гине при цьому сам. Квітень — липень: Єврейські погроми в Україні: в Єлисаветграді, Києві та Одесі (під приводом участі у вбивстві Олександра II євреїв — Л. Гартмана, Г. Гельфман і ін.) Початок промислової експлуатації Криворізького залізорудного басейну |
| 1882        | Заснування М. Кропивницьким в Єлизаветграді української професійної трупи. Початок переселення євреїв в Палестину з Росії Створення телефонних ліній в Петербурзі, Москві, Одесі і Ризі. |
| 1882 — 1904 | Будівництво Катерининської залізниці |
| 1883        | У Бахчисараї (Крим) починає виходити пантюркська газета «Терджуман» І. Гаспринського. |
| 1884        | Відкриття ділянки залізниці Ясинувата — Катеринослав — Долинська і мосту через Дніпро в Катеринославі |
| 1886        | Початок промислового видобутку марганцевих руд у Нікопольському басейну Відкриття в Одесі бактеріологічної станції (2-ї в Європі) |
| 1887        | Відкрито перший великий завод у Катеринославі — Олександрівський Південно-Російський металургійний завод. |
| 1888        | Відкрито залізницю Кременчук — Ромни |
| 1889        | У Катеринославі став до ладу трубопрокатний завод «Шодуар-А» |
| 1890        | Першотравневий мітинг робітників у Львові — перша маївка в Україні. Перший марксистський гурток (Катеринослав). Відкриття у Києві першої електростанції загального користування. Виникла перша українська політична партія з Франко і Павликом на чолі, яка стояла на позиціях «наукового соціалізму» і інтернаціоналізму. |
| 1891        | У Катеринославі став до ладу металургійний завод Гантке (нині — Нижньодніпровський трубний) В Одесі з'явився перший в Російській імперії автомобіль (завезений з Європи) У Полтаві групою харківських студентів створено «Братство тарасівців», учасники якого дали клятву на могилі Кобзаря всіма засобами поширювати серед українців його ідеї. Серед активних діячів Братства були відомі письменники й науковці: В. Боржковський, М. Вороний, Б. Грінченко, M. Кононенко, М. Коцюбинський, В. Самійленко, Є. Тимченко, В. Шемет, Микола Міхновський та інші. |
| 1892        | 8 травня — пуск у Києві першого в Російській імперії електричного трамваю. Запрацювала філія «Братства тарасівців» в Києві |
| 1894        | 1 листопада — в Лівадії біля Ялти помер імператор Олександр III. Трон перейшов до Миколи II. |
| 1896        | Створення перших хронікальних фільмів в Україні. |
| 1897        | Створення київського та катеринославського «Союзів боротьби за визволення робітничого класу». 26 червня: пуск у Катеринославі електричного трамваю (3-й в Російській імперії) Перший загальний перепис населення в Російській імперії. Росіяни (за мовною ознакою) складали більше 44 % населення, українці — майже 18 %, поляки — 6 %, білоруси — 4,7 %, євреї — 4;. |
| 1898        | Відкриття Київського політехнічного інституту. |
| 1899        | Відкриття Катеринославського вищого гірничого училища. |
| 1900        | 11 лютого — в Харкові діячами студентських громад: Д. Антоновичем, М. Русовим, Л. Мацієвичем, Б. Камінським, П. Андрієвським, Ю. Коллардом, О. Коваленком, Д. Познанським й ін. як підпільна революційна партія заснована Революційна українська партія (РУП). Березень — на Шевченківських святкуваннях у Полтаві і в Харкові виголошена промова М. Міхновського, написана ним з доручення засновників РУП як проект програми РУП. У тому ж році промова надрукована брошурою у Львові під назвою «Самостійна Україна» як «вид. Р. У. П. — ч. 1». У цій промові проголошено гасло «Одна, єдина, нероздільна, вільна, самостійна Україна від Карпатів аж по Кавказ» і, як найближчу мету, поставлено вимогу «повернення нам прав, визначених Переяславською конституцією 1654 з розширенням її впливу на цілу територію українського народу в Росії». Селянські заворушення на Галичині. |